# Pentecontècia
La Pentecontècia (grec antic: πεντηκονταετία/pentēkontaetía, 'període de cinquanta anys') és el terme que s'usa per a referir-se al període de la història de Grècia que comprèn des de la derrota dels perses en la Segona Guerra Mèdica a Salamina i Platea (480 i 479 aC), fins a l'inici de la Guerra del Peloponès al 433 aC El terme és originari de Tucídides, que l'utilitza en la seva descripció d'aquest període. La Pentecontècia està marcada per l'ascensió d'Atenes com a polis dominant en el món grec i l'auge de la democràcia atenesa. Atès que Tucídides se centra en aquestes evolucions, el terme és generalment utilitzat quan es discuteix del desenvolupament atenès.
Poc després de la victòria grega el 480 aC, Atenes va assumir el lideratge de la Lliga de Delos, una coalició de ciutat estats que desitjaven seguir amb la guerra contra Pèrsia. Aquesta lliga va experimentar una sèrie d'èxits i aviat es va establir com el poder militar dominant al mar Egeu. Alhora, el poder d'Atenes seguia creixent i amb ell el control sobre la Lliga. Així, bon nombre d'aliats es van veure reduïts aviat a l'estatus de simples contribuents i a mitjans del segle V aC la Lliga s'havia transformat en l'Imperi d'Atenes. Atenes es beneficiava enormement d'aquests tributs, amb la qual cosa es va produir un gran apogeu cultural i d'embelliment de la ciutat; la democràcia, mentrestant, es va convertir en el que avui es coneix com a democràcia radical o de Pèricles, en la qual l'Ekklesia (Assemblea de ciutadans i els jurats tenien gairebé el control total sobre l'estat.
Els darrers anys de la Pentecontècia van estar marcats per l'augment de la conflictivitat entre Atenes i els tradicionals poders terrestres de Grècia. Entre el 460 aC i 445 aC, Atenes va lluitar contra una coalició de ciutats interiors en el que ara es diu Primera Guerra del Peloponès (457-446/445 aC). Durant aquest conflicte, Atenes va guanyar i va perdre el control sobre grans àrees de la Grècia central. El conflicte va finalitzar amb la Pau dels Trenta Anys, que va durar fins al final de la Pentecontècia i l'inici de la Guerra del Peloponès.
El trencament de la pau va ser provocada per una creixent tensió entre Atenes i diversos aliats d'Esparta. L'aliança d'Atenes amb Còrcira i l'atac sobre Potidea va enutjar Corint i el decret de Mègara va imposar estrictes sancions econòmiques a Mègara, un altre aliat d'Esparta. Aquestes disputes, juntament amb la percepció general que el poder d'Atenes havia crescut tant que era perillós, van fer que es trenqués la Pau dels Trenta Anys (446-445 aC); la Guerra del Peloponès va començar el 431 aC